# Edgar Wienert
Edgar Wienert, ps. „Edgar” (ur. 26 listopada 1939) – major służby bezpieczeństwa NRD Stasi, funkcjonariusz przedstawicielstwa MBP NRD w Polsce.

## Życiorys
Wstąpił do resortu bezpieczeństwa publicznego NRD, zajmując szereg funkcji, m.in. w Grupie Operacyjnej Warszawa Stasi (Operativgruppe Warschau des MfS) np. kier. ekspozytury w Szczecinie (1982–1983), pełnomocnika ds. bezpieczeństwa w Ambasadzie NRD w Warszawie (1983–1985). W Szczecinie pracował pod „przykryciem” stanowiska konsula w miejscowym Konsulacie Generalnym NRD.